# Спирмен (Техас)
Спи́рмен (англ. Spearman) — город в США, расположенный на севере штата Техас, административный центр округа Хансфорд. По данным переписи за 2010 год число жителей составляло 3368 человек, по оценке Бюро переписи США в 2018 году в городе проживало 3250 человек.

## История
Спирмен был заложен в 1917 году, когда было принято решение о строительстве железной дороги North Texas and Santa Fe Railway. Город был назван в честь вице-президента железной дороги, Томаса Спирмена. Первая мировая война отсрочила строительство участка до Спирмена, однако город начал развиваться до прихода железной дороги. Дорога была построена в 1919 году, а в 1921 году город получил органы местного управления. В 1929 году Спирмен победил на выборах административного центра округа, обойдя Хансфорд. Хорошие урожаи пшеницы во время Второй мировой войны, послевоенный строительный бум, и также увеличение добычи нефти и газа способствовали росту города.
В ноябре 2011 года жители города проголосовали за разрешение продажи алкогольных напитков в черте города. Таким образом Спирмен стал единственным местом в округе, в котором разрешена продажа алкоголя.

## География
Спирмен находится в центральной части округа, его координаты: 36°11′54″ с. ш. 101°11′33″ з. д..
Согласно данным бюро переписи США, площадь города составляет около 5,4 км2, полностью занятых сушей.

### Климат
Согласно классификации климатов Кёппена, в Спирмене преобладает семиаридный климат умеренных широт.
| Показатель                    | Янв. | Фев. | Март  | Апр.  | Май  | Июнь | Июль | Авг. | Сен. | Окт.  | Нояб. | Дек.  | Год  |
| ----------------------------- | ---- | ---- | ----- | ----- | ---- | ---- | ---- | ---- | ---- | ----- | ----- | ----- | ---- |
| Абсолютный максимум, °C       | 28,3 | 33,3 | 35    | 37,8  | 40,6 | 43,3 | 43,3 | 43,9 | 42,8 | 38,3  | 30,6  | 30,6  | 43,9 |
| Средний суточный максимум, °C | 9,7  | 12,4 | 16,9  | 22,6  | 26,7 | 31,9 | 34,7 | 33,8 | 29,8 | 23,9  | 15,9  | 10,7  | 22,4 |
| Средняя температура, °C       | 1,8  | 4,2  | 8,3   | 13,9  | 18,8 | 24   | 26,7 | 25,9 | 21,7 | 15,4  | 7,7   | 3     | 14,3 |
| Средний суточный минимум, °C  | −6,1 | −3,9 | −0,4  | 5,3   | 10,8 | 16,1 | 18,8 | 18,1 | 13,6 | 6,8   | −0,4  | −4,7  | 6,2  |
| Абсолютный минимум, °C        | −30  | −25  | −24,4 | −12,2 | −3,3 | 5    | 10   | 8,3  | −1,1 | −10,6 | −17,8 | −23,9 | −30  |
| Норма осадков, мм             | 14   | 18   | 34    | 40    | 80   | 83   | 70   | 63   | 49   | 37    | 24    | 16    | 528  |
| Источник: weatherbase.com     |      |      |       |       |      |      |      |      |      |       |       |       |      |

## Население
Согласно переписи населения 2010 года в городе проживало 3368 человек, было 1180 домохозяйств и 883 семьи. Расовый состав города: 81,7 % — белые, 0,5 % — афроамериканцы, 1,3 % — коренные жители США, 0,4 % — азиаты, 0,0 % (0 человек) — жители Гавайев или Океании, 13,2 % — другие расы, 2,9 % — две и более расы. Число испаноязычных жителей любых рас составило 48,4 %.
Из 1180 домохозяйств, в 41,6 % живут дети младше 18 лет. 63 % домохозяйств представляли собой совместно проживающие супружеские пары (30,1 % с детьми младше 18 лет), в 8,1 % домохозяйств женщины проживали без мужей, в 3,7 % домохозяйств мужчины проживали без жён, 25,2 % домохозяйств не являлись семьями. В 22,7 % домохозяйств проживал только один человек, 11,2 % составляли одинокие пожилые люди (старше 65 лет). Средний размер домохозяйства составлял 2,8 человека. Средний размер семьи — 3,31 человека.
Население города по возрастному диапазону распределилось следующим образом: 33,7 % — жители младше 20 лет, 24,2 % находятся в возрасте от 20 до 39, 28,1 % — от 40 до 64, 13,7 % — 65 лет и старше. Средний возраст составляет 33,9 года.
Согласно данным пятилетнего опроса 2018 года, средний доход домохозяйства в Спирмене составляет 31 118 долларов США в год, средний доход семьи — 33 059 долларов. Доход на душу населения в городе составляет 17 818 долларов. Около 21,3 % семей и 24,4 % населения находятся за чертой бедности. В том числе 37 % в возрасте до 18 лет и 3,5 % в возрасте 65 и старше.

## Местное управление
Управление городом осуществляется избираемыми мэром и городским советом, состоящим из пяти человек.

## Инфраструктура и транспорт
Через Спирмен проходят автомагистрали штата Техас 15 и 207.
В городе располагается аэропорт майора Сэмюэля Корнелиуса. Аэропорт располагает одной взлётно-посадочной полосой длиной 1531 метр. Ближайшим аэропортом, выполняющим коммерческие пассажирские рейсы, является региональный аэропорт Liberal Mid-America Regional Airport в Либерале, штат Канзас. Аэропорт находится примерно в 120 километрах на север от Спирмена.

## Образование
Город обслуживается независимым школьным округом Спирмен.